# Zavodice
Zavodice so naselje v Občini Nazarje.